# Кишкино (городской округ Кашира)
Кишкино — деревня в городском округе Кашира Московской области.

## География
Находится в южной части Московской области на расстоянии приблизительно 23 км на юго-восток по прямой от железнодорожной станции Кашира на берегах реки Большая Смедова.

## История
Известна с 1578 года как деревня с 3 дворами, принадлежавшая помещикам Мещериновым и Злобину. Во второй половине XVII века числилась за родом дворян Писаревых. В 1729 году построена была Владимирская церковь (не сохранилась). В 1917 году в деревне было 26 дворов, в которых проживало 189 крестьян. В советское время работали колхозы «Искра», «Светлый путь», совхозе «Каменский». До 2015 года входила в состав сельского поселения Домнинского Каширского района.

## Население
Постоянное население составляло 0 человек в 2002 году, 8 в 2010.